# Āqā Jān Bolāghī
Āqā Jān Bolāghī (persiska: آقا جان بُلاغی, آقا جان بلاغی) är en ort i Iran.   Den ligger i provinsen Hamadan, i den nordvästra delen av landet, 300 km väster om huvudstaden Teheran. Āqā Jān Bolāghī ligger 1 786 meter över havet och antalet invånare är 274.
Terrängen runt Āqā Jān Bolāghī är lite bergig. Runt Āqā Jān Bolāghī är det ganska tätbefolkat, med 80 invånare per kvadratkilometer. Närmaste större samhälle är Asadābād, 9,2 km sydost om Āqā Jān Bolāghī. Trakten runt Āqā Jān Bolāghī består till största delen av jordbruksmark.